# Hirtodrosophila trivittata
Hirtodrosophila trivittata – gatunek muchówki z rodziny wywilżnowatych i podrodziny Drosophilinae.
Gatunek ten opisany został w 1893 roku przez Gabriela Strobla jako Drosophila trivittata.
Muchówka o ciele długości od 1,75 do 3 mm. Na głowie para szczecinek orbitalnych skierowanych w tył jest znacznie cieńsza niż ich para skierowana w przód. Czułki mają człon trzeci krótko owłosiony, dwukrotnie dłuższy niż szeroki i nie dłuższy niż dwukrotność długości członu drugiego, zaś aristę z wierzchołkowym rozwidleniem i jednym promieniem na spodniej stronie. Tułów ma żółte śródplecze z trzema podłużnymi pasami barwy czarnej, zwykle zlanymi ze sobą z przodu i z tyłu. Chetotaksję tułowia cechuje sześć przedszwowych rzędów szczecinek środkowych grzbietu w przedniej części śródplecza, w których wszystkie szczecinki są tak samo krótkie oraz spośród trzech górnych par szczecinek sternopleuralnych przednia najkrótsza, a tylna najdłuższa. Użyłkowanie skrzydła odznacza się żyłką subkostalną bez sierpowatego zakrzywienia za żyłką barkową, tylną komórką bazalną zlaną z komórką dyskoidalną oraz wierzchołkowym odcinkiem żyłki medialnej M1+2 nie dłuższym niż trzykrotność odcinka tej żyłki między żyłkami poprzecznymi przednią i tylną. Wszystkie pary odnóży mają szczecinki przedwierzchołkowe na goleniach. Błyszcząco żółty odwłok ma po cztery czarne lub brązowe plamki na tergitach od drugiego do piątego.
Owad znany z Francji, Szwecji, Norwegii, Austrii, Czech, Słowacji, Węgier, Chorwacji, Ukrainy, Rumunii, Bułgarii, Serbii, Czarnogóry, europejskiej części Rosji oraz palearktycznej i orientalnej części Azji.